# Abborrtjärnen (Nås socken, Dalarna, 670291-142365)
Abborrtjärnen är en sjö i Vansbro kommun i Dalarna och ingår i Dalälvens huvudavrinningsområde.